# 巴爾坦格河
巴爾坦格河是中亞的河流，屬於噴赤河的支流，發源自阿富汗的瓦罕走廊的高原沼泽湖群，流經塔吉克斯坦的戈爾諾—巴達赫尚自治州，河道全長528公里，流域面積24,700平方公里。
巴爾坦格河有2大河源:
卡克马同提尼湖东侧的高原沼泽湖群，是阿克苏河（Aksu或Aq Su）的河源。发源于佐库里湖东侧的高原沼泽湖群，是苏里斯提克河（又名伊斯提克河）的河源。往东北流的苏里斯提克河与往北流的阿克苏河在Tokhtamysh汇合，称穆尔加布河。
穆尔加布河经过穆尔加布，经过萨雷兹湖后称巴尔坦格河，在Rushon附近注入喷赤河。

## 外部連結
- Map of major river drainage basins within Tajikistan
- Index of maps and graphs related to Tajikistan water resources
- Map of Gorno-Badakhshan region of Tajikistan （页面存档备份，存于）
- Description of a bicycle ride in Tajikistan, including the Bartang Valley